# Élisabeth de Wavrechin
Élisabeth de Wavrechin (* 9. November 1885 in Saint-Sébastien-de-Morsent; † 10. August 1975 in Le Bec-Hellouin) war eine französische Benediktinerin, Klostergründerin und Klosteroberin.

## Leben und Werk

### Die Karmelitin
Jeanne Feray stammte aus einer katholischen Familie mit protestantischem Zweig. Sie heiratete 1907 im Alter von 22 Jahren Roland de Wavrechin. Das Paar lebte kinderlos in Versailles unter der geistlichen Leitung des Jesuiten Jules Auriault (1855–1934). Als ihr Ehemann am 10. April 1916 in der Schlacht um Verdun fiel, trat Jeanne in das seit 1894 bestehende Karmelitinnenkloster Le Havre ein, verließ es jedoch nach neun Monaten.

### Die Benediktinerin
1919 entdeckte sie bei einer Romreise das Kloster Tor dei Specchi der Oblatinnen der heiligen Franziska von Rom und sah eine Parallele zwischen dem Leben der Gründerin und ihrem eigenen. Ihre Bemühungen führten 1924 zur Gründung des Klosters Monastère de La Vierge Marie in Cormeilles-en-Parisis, wo sie vom Benediktinerkloster Mesnil-Saint-Loup unter René Maréchaux unterstützt wurde. Von 1934 bis 1938 hielt sich der exilierte Benediktiner Lambert Beauduin im Kloster Cormeilles-en-Parisis auf.

### Die Olivetanerin
Jeanne, die inzwischen den Ordensnamen Elisabeth angenommen hatte, erreichte 1938, dass eine kleine Gruppe von Benediktinern aus Mesnil-Saint-Loup unter Paul Grammont (den sie seit 1932 kannte) in ihrem Kloster ein Studienhaus einrichtete. Ab 1944 sangen beide Konvente die Liturgie wechselweise. Die Nonnen schlossen sich der Kongregation der Olivetaner an. 

### Die Priorin in Le Bec-Hellouin
Als der Konvent von Mesnil-Saint-Loup 1948 in die Abtei Le Bec wechselte, ging der Konvent von Cormeilles-en-Parisis mit (der Geburtsort von Elisabeth lag nur 40 km entfernt) und eröffnete das noch existierende Monastère Sainte-Françoise-Romaine du Bec Hellouin (die Nonnen nennen sich Moniales Oblates de l’Abbaye Notre Dame du Bec, derzeit 22 Nonnen). Die Klostergebäude wurden 1952 errichtet. 1970 ging die Klosterleitung auf Priorin Hugues Marie Dufourcq über. Die Gründerin starb im Alter von fast 90 Jahren.

### Die Vorkämpferin der Ökumene
Zusammen mit Lambert Beauduin und Paul Grammont vertrat Elisabeth de Wavrechin die Idee einer ökumenischen Einheit der römisch-katholischen Kirche mit den Anglikanern, der Ostkirche, den Protestanten und den Juden in umfassender Gleichberechtigung (und nicht in Vereinnahmung). Geneviève Micheli (1883–1961), die Gründerin der Taizé vorausgehenden Communauté de Grandchamp, inspirierte sich bei ihr in den späten dreißiger Jahren.